# 身體水含量
在生理学中，身體内的水分是指动物身体內组织、血液、骨骼和其他地方所含的水分。
對於人類來說，无论是从重量还是从体积来看，水都占了人体的很大一部分。根據一項對所有年龄和性别的成年人的調查顯示，成年人体内平均含水量约为 65%。然而根据年龄、健康状况、饮水量、体重和性别等多种因素，人體水含量可能会有相当大的不同。按重量计算，人类成年男性的平均含水量约为60-63%或58±8%，成年女性的平均含水量约为52-55%或48±6%。新生儿的体内水分占体重的75%，而一些肥胖者的水分含量仅为45%。这是因为脂肪组织不像瘦肉组织那样會保留水分。人口类型、抽样人数和方法等因素會影響上述提到的统计平均值。
确保适量的身体水分屬於體內平衡的範疇。